# Scaphytopius fasciatus
Scaphytopius fasciatus är en insektsart som beskrevs av Delong 1944. Scaphytopius fasciatus ingår i släktet Scaphytopius och familjen dvärgstritar. Inga underarter finns listade i Catalogue of Life.